# Jos Kessels (filosoof)

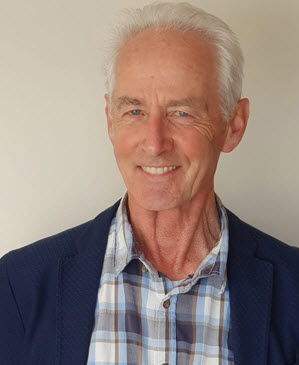
Jos Kessels

Jos(ephus) Petrus Antonius Maria Kessels (Lieshout, 1948) is een Nederlands filosoof en schrijver.

## Loopbaan
Jos Kessels studeerde rechten en filosofie en werkte aanvankelijk als muzikant, journalist en filosofiedocent. Daarna deed hij onderzoek, eerst in wetenschapsfilosofie, later in didactiek van filosofie. Hij promoveerde in 1989 in Utrecht op een proefschrift over kennistheorie en filosofieonderwijs (socratische methode).
Naast zijn academische werk is hij steeds meer op de markt gaan werken, tot hij de universiteit helemaal vaarwel zei. Hij heeft 35 jaar gesprekken en opleidingen met managers en bestuurders in verschillende sectoren van de samenleving geleid: gezondheidszorg, overheid, politie, onderwijs, banken. Daarnaast schreef hij boeken 
 en specialiseerde zich in ideeënleer: de theorie en praktijk van het socratisch gesprek.
Hij ontwikkelde verschillende gespreksinstrumenten, zoals het zandlopermodel, het poëtisch argument, het concept vrije ruimte en het kralenspel.
Sinds 2013 houdt hij zich, naast zijn praktische werk, vooral bezig met de rol van verbeelding in het menselijk denken en spreken, met name de rol van muziek..
In 2019 werd Jos Kessels benoemd tot Officier in de Orde van Oranje Nassau vanwege zijn verdiensten voor de toepassing van filosofie in het dagelijks leven, vooral de introductie van de socratische methode in bedrijven en maatschappelijke instellingen.

## Gespreksinstrumenten

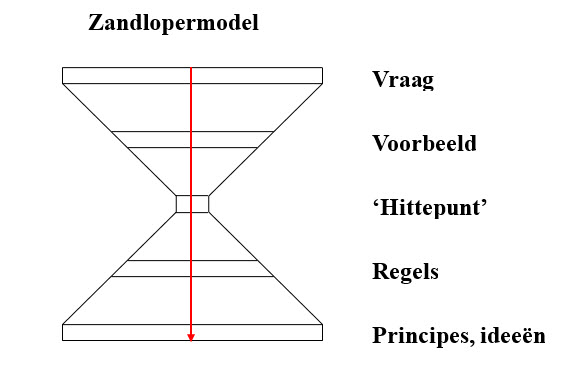
Het zandlopermodel

Het zandlopermodel geeft de logische structuur van een socratisch gesprek weer: een brede, algemene vraag wordt toegespitst op een concreet, zelf ervaren voorbeeld, en verder op een cruciaal moment daarin, het ‘hittepunt’ waar de vraag urgent aan de orde is (een handeling, ervaring of moment van oordeel). Vervolgens wordt in het gesprek onderzocht wat de vooronderstellingen zijn van dat moment, niet alleen bij de casusgever, maar ook via verplaatsing bij de andere deelnemers. Op grond van vergelijking, toetsing en doordenking probeert men tot de onderliggende principes te komen. Op die manier wordt een fundamentele vraag naar een fundamenteel antwoord geleid door de gezamenlijke analyse van één enkele concrete ervaring.
Het poëtisch argument is de voorstelling of zienswijze die jouw werkelijkheid maakt tot wat zij is. Het bevat de principes die waarlijk ten grondslag liggen aan je doen. Poièsis is letterlijk het maken van werkelijkheid door het scheppen van voorstellingen. Wij maken voortdurend beelden van onszelf en de wereld om ons heen waarin we graag willen geloven, zelfs tegen beter weten in: wensbeelden, fantasiebeelden, allerlei geruststellende gedachteconstructies. Pas als je getroffen wordt, geraakt door een idee dat je aanspreekt in een andere laag dan die van je denkroutines, kun je uit je vertrouwde, conventionele beelden stappen. Het is die geraaktheid die je de ogen opent - de weg naar inzicht leidt door het hart.
Vrije ruimte (het Griekse begrip scholè, waar ons woord school vandaan komt) is de plek waar je uit de dagelijkse drukte en de doe-stand treedt om in de denk-stand te komen en stil te staan in plaats van steeds maar voort te hollen. Het is van groot belang op gezette tijden vrije ruimte te creëren, zowel in het persoonlijke als het maatschappelijke leven. Niet alleen omdat goede ideeën ontstaan op momenten van rust, als er ruimte is in je hoofd of in een ontmoeting, ook om tegenwicht te bieden tegen de dreigende overheersing van het nuttige. Het leven bestaat niet slechts uit nuttigheden, ook uit zegeningen. We hebben niet alleen behoefte aan bedrijvigheid, ook aan spel, viering, vrije tijd; niet alleen aan de dienstbare kunsten, gericht op deskundigheid (technè), ook aan de vrije kunsten, gericht op meesterschap (phronèsis).

Tetractys

Het kralenspel of de eidoskoop is een filosofisch onderzoek in spelvorm en een variant van het socratisch gesprek. Het is gebaseerd op de figuur van de tetractys. De filosofische onderzoeker, die de rol van Socrates speelt, tracht vanuit de empirische wereld van ervaring te komen tot een idee door de systematische analyse van tien ‘kralen’ of sets van vragen, verdeeld over vier niveaus van onderzoek: 4. de externe wereld van de feiten; 3. de interne wereld van de persoon, dat wil zeggen diens houding of gevoel; 2. de polen van het dialectische spel van betekenissen, het speelveld; en 1. de ideale vorm van het Idee, het Ene. De figuur krijgt daarmee de volgende invulling:

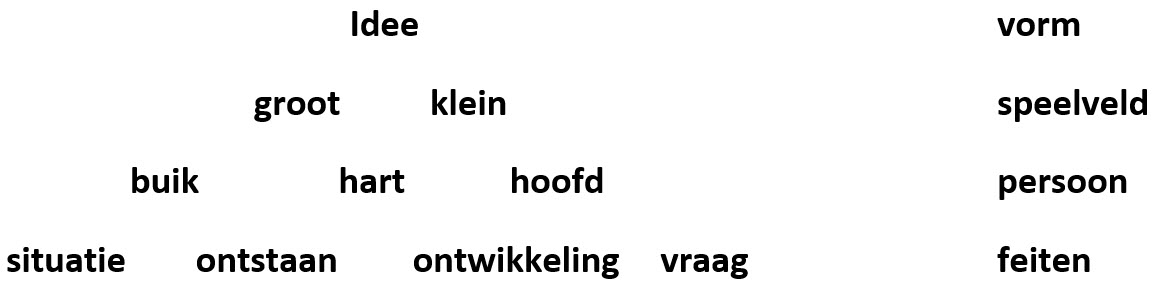